# Eucalanidae
Eucalanidae é uma família de copépodes pertencentes à ordem Calanoida.
Gêneros:
- Eucalanus Dana, 1852
- Pareucalanus Geletin, 1976